# Фіштаун
Фіштаун (англ. Fish Town) — місто в Ліберії.

## Географія
Розташоване у східній частині Ліберії, в 347 км на схід від столиці країни, міста Монровія. Адміністративний центр графства Рівер-Гі. Абсолютна висота - 280 метрів над рівнем моря.

### Клімат
Місто знаходиться у зоні, котра характеризується мусонним кліматом. Найтепліший місяць — березень із середньою температурою 25.7 °C (78.3 °F). Найхолодніший місяць — серпень, із середньою температурою 23.4 °С (74.1 °F).
| Клімат Фіштауна         | Клімат Фіштауна | Клімат Фіштауна | Клімат Фіштауна | Клімат Фіштауна | Клімат Фіштауна | Клімат Фіштауна | Клімат Фіштауна | Клімат Фіштауна | Клімат Фіштауна | Клімат Фіштауна | Клімат Фіштауна | Клімат Фіштауна | Клімат Фіштауна |
| Показник                | Січ.            | Лют.            | Бер.            | Квіт.           | Трав.           | Черв.           | Лип.            | Серп.           | Вер.            | Жовт.           | Лист.           | Груд.           | Рік             |
| Середня температура, °C | 24,5            | 25,3            | 25,7            | 25,7            | 25,2            | 24,3            | 23,5            | 23,4            | 23,8            | 24,4            | 24,7            | 24,3            | 24,6            |
| Норма опадів, мм        | 45.3            | 80.6            | 124.2           | 146.4           | 257.2           | 340.3           | 176.8           | 168.3           | 299.1           | 222             | 143.3           | 84.9            | 2088.4          |
| Днів з опадами          | 3,4             | 4,7             | 7,6             | 11              | 19,2            | 20,8            | 17,3            | 20,5            | 21,9            | 17,8            | 13,5            | 7,5             | 165,2           |
| Вологість повітря, %    | 78.2            | 79.5            | 81              | 82.4            | 84.9            | 85.7            | 84.3            | 86.4            | 86.6            | 84.9            | 84.7            | 81.3            | 83.3            |
| ----------------------- | --------------- | --------------- | --------------- | --------------- | --------------- | --------------- | --------------- | --------------- | --------------- | --------------- | --------------- | --------------- | --------------- |
| Джерело: Weatherbase    |                 |                 |                 |                 |                 |                 |                 |                 |                 |                 |                 |                 |                 |

## Населення
За даними на 2013 рік чисельність населення становить 3 580 осіб.
Динаміка чисельності населення міста по роках:
| 2008 | 2013 |
| ---- | ---- |
| 3328 | 3580 |